# London (filme indiano de 2005)
London é um filme de romance dramática produzido na Índia, dirigido por Sundar C. e lançado em 2005.